# 池西増夫
池西 増夫（いけにし ますお、1932年5月12日 - ）は、愛媛県西条市出身の元アマチュア野球選手・指導者である。ポジションは捕手。

## 来歴・人物
西条高校では、3番捕手として活躍し、藤田元司とバッテリーを組むが、甲子園への出場を果たすことはできなかった。卒業後には関西大学に入学する。
大学卒業後は社会人野球の電電近畿チームに入団する。1959年から監督を務め、1965年の都市対抗野球では決勝で住友金属を破り、チームを優勝に導いた。同年の中南米遠征の全日本メンバーの監督も務めた。
佐伯達夫の勧めにより、1967年から1988年まで日本放送協会で高校野球解説者を務めた。
現在は実家の和菓子屋の店主を務めている。